# Mecséry Dániel
Mecséry Dániel, báró (Kőszeg, 1759. szeptember 29. – Bécs, 1823. december 30.) altábornagy, az Udvari Haditanács tagja, valóságos belső titkos tanácsos, a Katonai Mária Terézia-rend tiszti keresztjének, az
Arany Polgári Érdemkereszt kitüntetettje és a császári-királyi 2. számú huszárezred másodtulajdonosa. „A legkeményebb fejű magyar”

## Élete
Édesanyja Küttl Zsuzsanna. Édesapja az evangélikus Nemes Metsery István, a Batthyányi-uradalom ügyvédje volt, akinek halála után 8 testvérével nehezen vészelték át a gyermekkort. A jogi tanulmányok helyett Sopronban inkább Bécset választotta, ahol kadétnak állt Esterházy Miklós József testőrkapitány ezredébe. Szorgalma, katonai tehetsége hamar megmutatkozott, amikor 1778-ban katonai szolgálatba lépett. Első feleségével, Johanna von Fischerrel 1790-ben kötött házasságot a csehországi Reichstadtban (ma: Zákupy). Részt vett az első koalíciós háborúban, vitézsége elismeréseként 1794-ben a Katonai Mária Terézia-rend lovagja kitüntetést kapott.
1805-ben a Nürnberg melletti Eschenau nevű, németországi falu határában zajló csatában tizennégy sebet kapott, köztük kilenc fejsebet, amitől lebukott lováról. A csata után két ezredorvos látta el sebeit, de felépülését lehetetlennek tartva magára hagyták.
Németországban azonban gondosan ápolták,  hét hónap múlva pedig csodával határos módon tökéletesen meggyógyult. 1806-ban báróságot kapott. 1809-ben a győri csatában a felkelő nemesség generálisa, június 14-én Mecséry vezette a magyar banderiális erőket.
Az asperni csata második napján (1809. május 21-22.) négy francia vértes ezred rohamozta meg a 28. magyar gyalogezredet, amelyet Mecséry ezredes vezetett. A magyarok mozdulatlanul álltak, és a franciák már-már azt hitték, meg akarják adni magukat. De Mecséry egészen közelre beengedte, várta a lovasságot, tüzet vezényelt - és visszaűzte a négyszeres túlerőben lévő franciákat.
Első felesége 1811. február 25-én váratlanul elhunyt. Második feleségével, nemes Szirmay Teréziával a Zemplén vármegyei Alsókörtvélyesen, a Szirmay-kastélyban 1812. október 18-án kötött házasságot.
1821-ben nyugdíjba vonult és Bécsbe költözött, és ott hunyt el.
Összevagdosott koponyáját a bécsi Anatómiai Múzeumra hagyta. Itt állapították meg sérüléseit: kettő egész az agyvelejéig hatolt, valósággal széthasította a koponyáját. A fejsebek egyike 14, a másik 22 centiméter hosszú volt. A harmadik vágás egy jókora csontdarabot leszelt a koponya hátsó részéből, míg a többi sérülés könnyebb természetű volt.

## Források

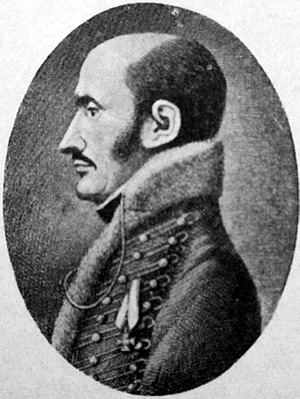
Mecséry Dániel